# Palohuornas
Palohuornas är en by i sydöstra delen av Gällivare kommun i nordöstra Lappland. Byn ligger i Gällivare socken och tillhörde tidigare Hakkas församling.
Palohuornas ligger cirka 4 km väster om Hakkas och i närheten av Europaväg 10. Byn koloniserades efter ett beslut år 1830.
Vid Statistiska centralbyråns folkräkning den 1 november 1960 utgjorde Palohuornas en "viss ort, som i fråga om bebyggelse uppfyller betingelserna för att räknas som tätort men där invånarantalet befunnits uppgå till 150 men understiga 200" och hade 171 invånare. I september 2017 fanns det enligt Ratsit 66 personer över 16 år registrerade med Palohuornas som adress.
De svenska fotbollsspelarna Tord och Tommy Holmgren kommer från Palohuornas.